# Банкс (полуостров)

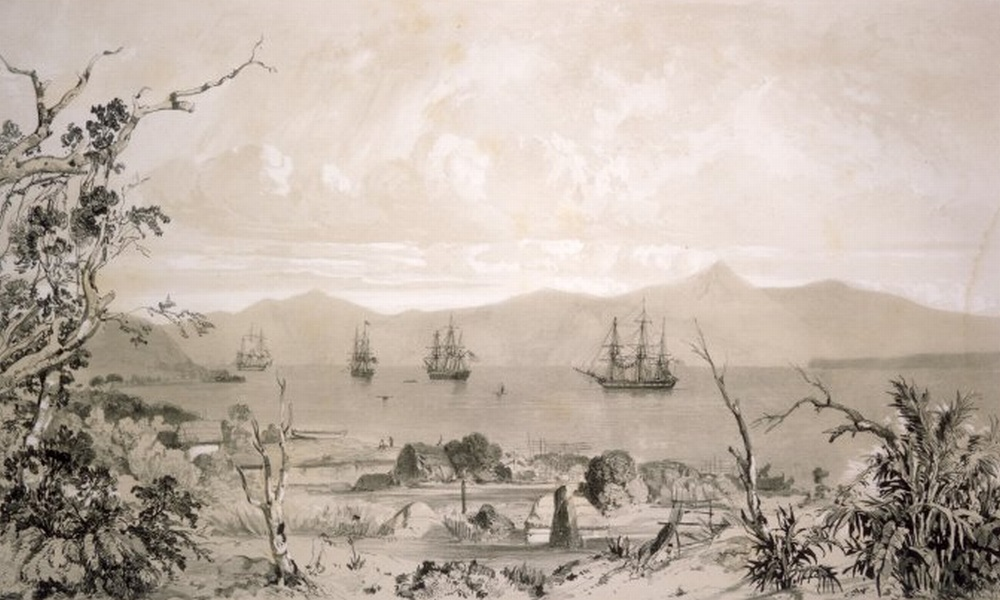
Французские корабли в Акароа в начале XIX века.

Полуо́стров Ба́нкс, Бэнкс (англ. Banks Peninsula) — полуостров вулканического происхождения на восточном побережье Южного острова Новой Зеландии. Площадь полуострова составляет около 1150 км². На полуострове расположены две большие гавани и множество небольших заливов и бухт. Крупнейший город Южного острова, Крайстчерч, расположен около северной оконечности полуострова.

## История
Первыми жителями полуострова стали племена маори. На языке маори полуостров называется Хоромака (маори Horomaka) или Те-Патака-о-Ракаихауту (маори Te Pataka o Rakaihautū), что означает «Большой склад Ракаихауту». Легенда гласит, что члены племени Уаитаха (англ. Waitaha) во главе с вождём Ракаихауту (маори Rakaihautū) приплыли на Южный остров Новой Зеландии на каноэ Уруао и стали первыми поселенцами. Затем на острове появилось племя Кати Мамое, а в XVI веке его сменило племя Нгаи Таху.
Первыми европейцами, увидевшими полуостров, были члены команды Джеймса Кука. Во время своего первого кругосветного путешествия в 1769 году Кук назвал полуостров в честь ботаника с корабля Индевор, Джозефа Банкса. Несмотря на внимание, которое Кук уделял картографии, в отношении полуострова им была допущена одна из картографических ошибок — будучи не в состоянии увидеть низменные равнины, примыкающие к полуострову, он обозначил его как остров. Затем, отвлечённый фантомным наблюдением суши, Кук отправился на юго-восток, тщательно не изучив полуостров.
К 1830 году полуостров Банкс стал европейским центром китобойного промысла. Эта деятельность приносила местным племенам маори большой ущерб, так как они страдали от неизвестных им болезней, а межплеменные войны усугублялись применением мушкетов. Кроме того, в это время в Акароа произошло два знаменательных события, послуживших толчком в установлении британского суверенитета над Новой Зеландией. Так, в 1830 году поселение маори Такапунеке (маори Takapuneke), расположенное к востоку от нынешнего села Акароа, стало ареной пресловутого инцидента. Капитан британского брига Элизабет, Джон Стюарт (англ. John Stewart), помог вождю клана Нгати Тоа (с Северного острова), Те Раупараха (маори Te Rauparaha), захватить в плен вождя местного клана Нгаи Таху, Те Маихарануи (маори Te Maiharanui), его жену Те Уэ (маори Te Whe) и его маленькую дочь, Рои Мата (маори Roi Mata). Поселение Такапунеке было сожжено. Озабоченность по поводу соучастия Джона Стюарта в этом инциденте, а также беззаконие среди европейцев в Новой Зеландии привели в 1832 году к назначению в Новой Зеландии официального Британского Резидента, Джеймса Басби. Это был первый шаг британской колонизации Новой Зеландии на пути к договору Вайтанги.
В 1838 году капитан Жан Ланглуа (фр. Jean Langlois), капитан французского китобойного судна из Гавра, решил, что Акароа могло бы стать хорошей базой для обслуживания китобойных судов и «купил» полуостров, заключив сомнительную сделку с местными вождями маори. Он вернулся во Францию и после сложных переговоров с группой торговцев в Нанте и Бордо добился того, что в Новую Зеландию на корабле Comté de Paris отправилась группа французских и немецких переселенцев. Они планировали основать французскую колонию на Французском Южном острове Новой Зеландии. Однако, к тому времени как Ланглуа и его колонисты прибыли на полуостров Банкс в августе 1840 года, многие племена маори уже подписали договор Вайтанги (в том числе в мае его подписали два вождя из Акароа) и первый британский губернатор Новой Зеландии, Уильям Гобсон, уже объявил британский суверенитет над всей Новой Зеландией.
Узнав о французском плане колонизации, Гобсон быстро отправил корабль Britomart из Бэй-оф-Айлендс (англ. Bay of Islands) в Акароа с вооружёнными людьми и полицейскими судьями на борту. В то время как Ланглуа и его колонисты укрывались от неблагоприятных ветров в Пиджен-Бэй с другой стороны полуострова, британцы подняли свой флаг в Гринс-пойнт (англ. Greens Point) между Акароа и Такапунеке и утвердили британский суверенитет над Южным островом.
Начиная с 1850-х годов Литтелтон, а затем Крайстчерч переросли Акароа, который превратился в курорт и сохранил следы французского влияния, а также многие из зданий XIX века.
Исторические оборонительные сооружения, строившиеся с 1874 года, в наши дни можно увидеть на острове Рипапа в бухте Литтелтон и в Годли-Хэд.
Землетрясения 2010 и 2011 годов существенно повлияли на общественную жизнь на полуострове.

## Геология

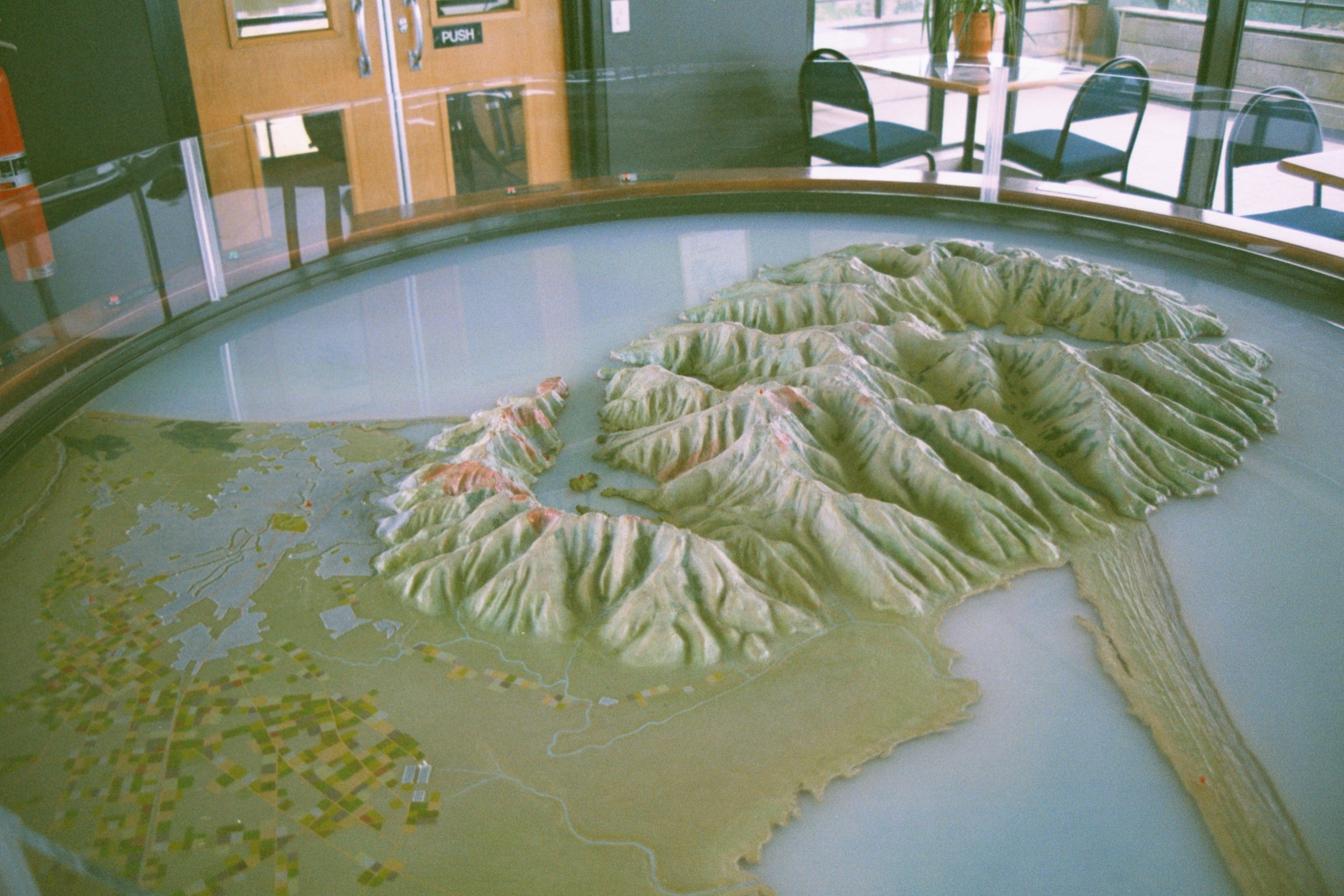
Модель полуострова Банкс, отображающая нетипичный для окружающих равнин рельеф полуострова.

Полуостров Банкс является наиболее выразительным вулканическим образованием Южного острова. В геологическом отношении полуостров представляет собой эродированные остатки двух больших композитных щитовидных вулканов (первым из них образовался Литтелтон, а затем Акароа). Они образовались в результате внутриплитового вулканизма около одиннадцати и восьми миллионов лет назад (миоцен) в континентальной коре. Полуостров образовался в результате слияния прибрежных островов, когда вулканы достигли высоты около 1500 метров над уровнем моря. Два доминирующих кратера образовали бухты Литтелтон и Акароа.
Кентерберийская равнина возникла в результате наносных отложений многорукавных рек в процессе длительного размывания Южных Альп (образованных столкновением Индо-Австралийской и Тихоокеанской тектонических плит) под воздействием физического выветривания. Равнина достигает самой большой ширины в том месте, где она встречается с холмистыми предгорьями полуострова Банкс.
На северных и западных склонах полуострова преобладает слой лёсса, весьма нестабильной осадочной горной породы, переносимой фёнами через Кентерберийскую равнину. Часть кратера вулкана между бухтой Литтелтон и Крайстчерчем образует Порт-Хилс.

## Землепользование
Исследования показывают, что естественные леса когда-то покрывали 98 % полуострова. Тем не менее, в результате деятельности маори и европейских поселенцев лесной покров полуострова сократился, и на сегодняшний день составляет менее 2 % поверхности. Однако европейские поселенцы завезли на полуостров многие виды деревьев, в частности, грецкий орех. В настоящее время ведутся работы по восстановлению лесного покрова полуострова. Так, например, для этих целей на полуострове был открыт частный заповедник Гиневаи.
Вдоль побережья полуострова располагаются несколько марикультурных хозяйств, занимающихся выращиванием мидий.
Вокруг большей части полуострова расположен большой Морской заповедник млекопитающих, в котором запрещено ставить рыболовные сети. Это сделано для сохранения популяции дельфинов Гектора, самого маленького из всех видов дельфинов. Экотуризм, основанный на желании туристов полюбоваться на игривых дельфинов, стал значимой отраслью в Акароа.
На полуострове расположены небольшой морской заповедник Потаху в заливе Флея на юго-востоке полуострова и крупный морской заповедник Акароа у входа в бухту Акароа.
Одной из достопримечательностей полуострова является дорога Саммит-роуд (англ. The Summit Road). Построенная в 1930-х годах, она делится на два участка:
- один участок проходит по гребню Порт-Хилс от Годли-Хэд (северной оконечности бухты Литтелтон) до перевала Геббис (англ. Gebbies Pass) в начале бухты;
- второй участок идёт по краю кратера и огибает бухту Акароа от «Хилл-топ» — перекрёстка с основным шоссе Крайстчерч—Акароа до точки чуть выше Акароа.

С обеих дорог открываются захватывающие виды, а также обеспечивается доступ туристов ко многим паркам, пешеходным дорожкам, и другим местам отдыха.

## Туризм
Среди пеших туристов большой популярностью пользуется туристический маршрут Banks Peninsula Track (с англ. Путь по полуострову Банкс).

## Статистика
- Высшая точка: гора Герберт (919 метров)
- Постоянное население: 7833 человек по данным переписи населения 2001 года[3].